# آنا پولسون
آنا پولسون (انگلیسی: Anna Paulson؛ زادهٔ ۲۹ فوریهٔ ۱۹۸۴) بازیکن فوتبال اهل سوئد است.
از باشگاه‌هایی که در آن بازی کرده‌است می‌توان به اومئا آی‌کی اشاره کرد.
وی همچنین در تیم ملی فوتبال زنان سوئد بازی کرده‌است.